# Epiglaea deleta
Epiglaea deleta là một loài bướm đêm trong họ Noctuidae.